# Yellingbo
Yellingbo är en del av en befolkad plats i Australien. Den ligger i kommunen Yarra Ranges och delstaten Victoria, omkring 50 kilometer öster om delstatshuvudstaden Melbourne. Antalet invånare är 515.
Närmaste större samhälle är Lilydale, omkring 19 kilometer nordväst om Yellingbo.
I omgivningarna runt Yellingbo växer i huvudsak städsegrön lövskog. Runt Yellingbo är det ganska glesbefolkat, med 38 invånare per kvadratkilometer. Genomsnittlig årsnederbörd är 1 391 millimeter. Den regnigaste månaden är juni, med i genomsnitt 161 mm nederbörd, och den torraste är januari, med 57 mm nederbörd.